# The Monster Ball Tour
The Monster Ball Tour es la segunda gira musical de la cantante estadounidense Lady Gaga para promocionar The Fame Monster, su tercer EP. El tour fue anunciado oficialmente el 15 de octubre de 2009, después de que la gira que realizaría junto a Kanye West, llamada Fame Kills, fuera cancelada repentinamente. Descrita por Gaga como la primera "ópera electro-pop", The Monster Ball comenzó cuatro días después del lanzamiento del álbum The Fame Monster.
La gira fue dividida en varios segmentos, en cada uno de ellos, Gaga aparece con un nuevo vestido, seguido de un video interludio. Críticos contemporáneos elogiaron el espectáculo, destacando la habilidad para cantar de Gaga y su sentido del estilo y de la moda.
El peculiar título de la gira, Monster Ball, fue explicado por la misma Gaga en una entrevista para KISS-FM con Ryan Seacrest. La cantante dijo que «tiene como tema y eje a Nueva York, es una historia, y la historia es que yo y mis amigos estamos en Nueva York y vamos al Baile del monstruo, y nos perdemos». El tour finalizó el 6 de mayo de 2011 con el último concierto en Ciudad de México México y, según Billboard, se convirtió en la gira más grande y exitosa alguna vez encabezada por un artista debut.

## Antecedentes

Gaga interpretando «LoveGame» en los shows renovados de la gira.

Inicialmente, Lady Gaga y el cantante estadounidense de hip hop Kanye West tenían planes para iniciar juntos una gira. Fame Kills: Starring Lady Gaga and Kanye West fue anunciada en septiembre de 2009 como una gira de conciertos cotitular entre West y Gaga. Tras los MTV Video Music Awards 2009, el cantante de hip hop declaró públicamente que se alejaría de la industria musical y de los medios de comunicación tras la desafortunada intervención que hizo mientras Taylor Swift aceptaba un galardón en esa ceremonia. Sin embargo, el itinerario de fechas fue publicado, indicando que la gira comenzaría el 10 de noviembre en Phoenix, Arizona. Al poco tiempo, la gira fue cancelada sin explicaciones oficiales. Más tarde, Gaga apareció en la edición anual de Mujeres en la Música de la revista Billboard, donde declaró que las diferencias creativas fueron las razones para la cancelación de la gira. En otra entrevista, Gaga dijo que «Kanye va a hacer un receso, pero la buena noticia es que yo no».
Después de asegurar al público que haría una gira ella sola en lugar de hacer la cancelada Fame Kills, Gaga anunció oficialmente The Monster Ball Tour el 15 de octubre de 2009. La gira se había previsto inicialmente para debutar en Londres a principios de 2010, pero se decidió que comenzaría el 27 de noviembre de 2009 en Montreal, Canadá, cuatro días después del lanzamiento de The Fame Monster. El rapero Kid Cudi y el cantante Jason Derulo fueron confirmados como teloneros para algunas fechas en Norteamérica.
El póster oficial de la gira muestra a Gaga portando sus características gafas de sol Versace 676 y un traje que ella ha apodado «La Órbita», el cual usó por primera vez el 3 de octubre de 2009 en Saturday Night Live y luego en el videoclip de "Bad Romance". El atuendo fue diseñado por Nasir Mazhar junto a la compañía de producción de Gaga, Haus of Gaga.

## Desarrollo
En una entrevista con Rolling Stone, Gaga explicó que deseaba organizar un fastuoso show que fuera igual al de Madonna. También declaró que el espectáculo es una opera electro-pop por su teatralidad y porque los elementos de la historia se entretejen como en una ópera. De acuerdo a Gaga, el diseño del show es innovador y va un paso más allá en términos de creatividad. Ella quería cambiar el escenario y diseñar uno junto a su compañía, Haus of Gaga, como un marco con perspectiva forzada sobre el escenario.
El tema del espectáculo es la evolución. Según Gaga, las canciones en The Fame Monster representan los demonios personales a los que ella se ha enfrentado. Al respecto, señaló: 

Hablamos sobre el crecimiento y lo que nos permitió entrar a este tipo de espacio científico, y comenzamos a conversar sobre la evolución de la humanidad y cómo empezamos como una cosa y terminamos como otra.

 El tema de la evolución jugará un papel importante en la indumentaria del show, la cual, de acuerdo a Gaga, será de un nivel superior a la que usó en el Fame Ball.

## Conciertos originales de la gira 1.0

Gaga interpretando «Just Dance» en los shows originales de la gira.

Gaga cantando «Bad Romance» en los actos originales del tour.

Gaga interpretando «Paparazzi» en los shows originales de la gira.

El espectáculo comienza con el vídeo introductorio «Finally Opening», en el inicio del vídeo se muestra una malla verde, donde de forma bastante lenta Gaga aparece detrás de esta y empieza a hacer un baile muy retorcido y se empiezan a escuchar los primeros compases de «Dance in the Dark». De forma abrupta, la música para y Gaga queda suspendida en el aire, para luego caer y comenzar los compases de la canción «Finally» de CeCe Peniston. Un cronómetro en la parte superior derecha de la pantalla empieza su cuenta desde 00:59:99, cuando el cronómetro llega a cero empiezan los primeros versos de «Dance in the Dark» y aparece Gaga detrás de una pantalla semitransparente que proyecta una malla de láser verde, estos láseres parpadean durante toda la interpretación, el vestuario de Gaga es un conjunto futurista plateado con bombillas en él que se prenden y apagan durante la interpretación al compás de la música, en cambio los bailarines van vestidos con pasamontañas y monos blancos.
Después de que la canción termine, pasa un momento y emerge Gaga desde dentro de un cubo verde transparente llevando la misma indumentaria, además de un keytar plateado con joyas incrustadas y comienza a cantar «Just Dance». Gaga empieza a bajar durante la interpretación hasta llegar al fondo del cubo (solo sus hombros y cabeza sobresalen del cubo) donde dos bailarines están atrapados en el cubo junto a ella. Tras terminar esta interpretación empieza el vídeo interludio «Tears In The Rain/Puke/Exorcist Interlude», que contiene extractos de la canción «Tears in the Rain» de Zomby. Cuando el vídeo termina, Gaga vuelve con un traje bastante elaborado que hace alusión al exoesqueleto de un alienígena, y empieza la interpretación de «LoveGame»; la interpretación termina con Gaga apuntando a su ingle.
Detrás de un fondo digital que hace alusión a llamas, aparecen los bailarines masculinos vistiendo chaquetas de tela de mezclilla y sombreros esqueléticos similares al atuendo que utilizó Gaga en «LoveGame».

Gaga interpretando «Alejandro» en los shows originales de la gira.

Gaga se libera de su exoesqueleto y se queda con un atuendo plateado y empieza la interpretación de «Alejandro». Esta interpretación fue una de las más polémicas, ya que el baile de esta canción incluía que sus bailarines le rozaran la entrepierna o que la cargaran en sus espaldas.
Posteriormente, empieza el vídeo interludio «Don't call me Gaga», que contiene extractos de las canciones «Monster» y «Money Honey». En el vídeo se proyecta imágenes de perros gruñendo y cuervos volando.
Cuando termina el vídeo, empieza la interpretación de «Monster», Gaga lleva un abrigo muy sobrecargado hecho a partir de plumas negras, ella hace un baile que recuerda a Michael Jackson. En la proyección de fondo aparecen unas gigantescas alas negras de un cuervo. El segmento sigue sin mayores cambios donde las siguientes interpretaciones corresponden a dos canciones de The Fame Monster, «So Happy I Could Die» y «Teeth», en esta última la cantante se desprende del abrigo de plumas. A continuación, Gaga canta a piano otra canción del álbum «Speechless», luego canta una versión a piano de «Poker Face». Consecutivamente, el rapero Kid Cudi hace su aparición y canta junto con Gaga la canción de su autoría «Make Her Say».
Durante el siguiente interludio, también conocido como el 'Tank Girl', aparecen unas imágenes de Gaga con un spray en cuclillas, y montada en un tanque, mientras que recibe una bofetada, llamado el 'Slap in the face', que aparece en el comienzo de la segunda versión de la gira. Gaga inicia el segmento con la canción «Fashion», en el que se la representa a Gaga como una faraona, vistiendo un atuendo de color amarillo/oro chillón, con una corona de oro con cuernos, que luego sería eliminada del repertorio. Chris Johnson del Daily Mail comparó el vestido con el atuendo de un vikingo. A continuación, Gaga toca a piano "The Fame" y "Money Honey" e interpreta su primer sencillo promocional «Beautiful, Dirty, Rich».
Tras esta última interpretación, empieza el vídeo interludio «Put Your Paws Up/Antler Film», que contiene extractos de la canción «Fancy Footwork». El vídeo es en blanco y negro y se proyectan imágenes de Gaga con diferentes atuendos representando a un policía y a un criminal. Luego de que el vídeo termina, Gaga aparece semidesnuda con un bikini de charol rojo. Inicia el segmento "Pon las manos arriba!" (de temática bondage policial) con la canción «Boys Boys Boys», de su álbum debut, The Fame. Junto a ella había un escuadrón de bailarines masculinos sin camisa, con todo el sector circundante a sus ojos pintado de negro y con piel de serpiente en sus caderas.

## Conciertos renovados de la gira 2.0

Gaga interpretando «Poker Face» en los conciertos renovados de la gira.

En diciembre de 2009, Gaga reveló que en los conciertos que daría a partir del 2010 cambiarían radicalmente el concepto y empezaría desde cero. Ella sintió que la renovación del concierto fue necesaria, ya que el tour original fue construido en un muy corto lapso de tiempo.

Es gracioso porque, después de que Kanye y yo nos separamos para esta gira, yo estaba realmente insegura de si podría conseguir un concierto a tiempo para mis fans, [...] Pero yo no quería decepcionarlos y no tener una gira en Navidad, y tenía un nuevo disco que estaba saliendo al mercado, así que [...] lo emocionante de este espectáculo es que yo era capaz de armar algo que, en verdad, nunca lo habría hecho si hubiera una cantidad de tiempo más largo. [...] Para la próxima versión del Monster Ball, que va a ser en febrero cuando empiezo en el Reino Unido con mi gira de conciertos, cambio mi escenario. Mi equipo piensa que estoy completamente psicótica. Pero no me importa lo que ellos piensen. [...] Bueno, sólo para darte una idea, la etapa es aproximadamente cuatro veces el tamaño de la que estamos ahora y conceptualmente, es completamente diferente. Una cosa que se ha perdido en los últimos 10-15 años, en la música pop, es la idea del mundo del espectáculo. Y esta es, sin duda lo que la traerá devuelta.

Durante una entrevista con la estación de radio 98.5 Capital FM de Londres, Gaga con más detalles, habló sobre los cambios en el show. Dijo que el espectáculo fue construido como un teatro musical. También incorporó una serie de piezas musicales contemporáneas y antiguas, algunas de ellas compuesta específicamente para la exposición en sí. Una serie de sorpresas fueron mencionadas por ella. Un nuevo keytar fue construido para el show. Conocido como "Emma", el keytar también fue usado por ella en los Brit Awards 2010 el 16 de febrero de ese año. El instrumento fue creado por el equipo de producción de Gaga, Haus Of Gaga, y ella dijo: "Tenemos este nuevo instrumento que he traído esta noche a los Brits Awards, 'Emma', que es lo que estaba tocando en el escenario. Es un híbrido de todos estos otros instrumentos, que es bastante divertido de manejar". Durante una entrevista en KISS-FM con Ryan Seacrest, en su programa On Air with Ryan Seacrest, Gaga explicó:

Esto todavía se llama Monster Ball, pero es más un musical y menos un concierto. Tiene un tema de Nueva York, es una historia, y la historia es que yo y mis amigos estámos en Nueva York y vamos al Monster Ball, y nos perdemos.

La versión renovada del Monster Ball fue transmitida en exclusiva por el canal HBO de Estados Unidos el 7 de mayo de 2011. La presentación fue la que dio en el Madison Square Garden en Nueva York. En la página oficial de HBO en el apartado de "Lady Gaga Presents The Monster Ball Tour: At Madison Square Garden" se agregó un fragmento de Born This Way en versión a capela.

Gaga interpretando «Telephone» en los conciertos renovados de la gira.

### Sinopsis del concierto renovado

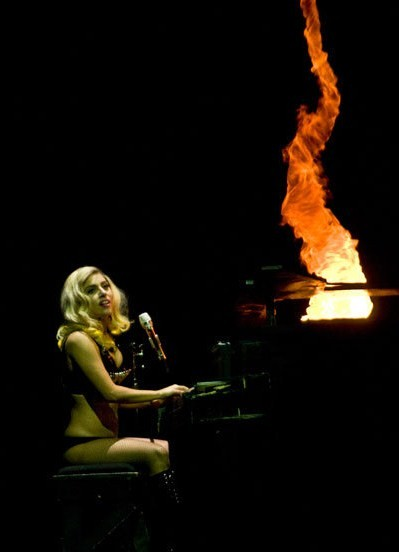
Gaga interpretando «Speechless» en los conciertos renovados de la gira.

El espectáculo comienza con el mismo video introducción de los shows originales de la gira, solo que con pequeñas diferencias. En primer lugar se ve a través de una pantalla la silueta de Gaga en una escalera de bomberos y empieza a interpretar «Dance in the Dark»; a mitad de la canción, se eleva la pantalla y muestra a Gaga en el tope de una escalera de bomberos, vestida con una chaqueta, gafas y botas púrpuras. Después de que la canción termine, Gaga va en auxilio de sus bailarines, a los que se les averió el automóvil, interpretando «Glitter and Grease». A continuación llega al automóvil, se quita la chaqueta, abre el capó, el cual contiene un piano y empiezan a sonar los primeros versos de «Just Dance», seguido a esto, agradece al público por su asistencia y camina por la pasarela para terminar de interpretar «Just Dance». Más tarde, un bailarín le pone una especie de tocado en forma de estrella en la cabeza, para empezar a interpretar «Beautiful, Dirty, Rich» e interpreta el resto de la canción en una estructura metálica. Una vez finalizada, se muestra el interludio "The Glitter Way" mientras sale del escenario para tener un cambio de vestuario. Después ella aparece en una plataforma desde el suelo vestida con una túnica roja y grandes hombreras. Empieza a interpretar «The Fame» con un keytar y se mueve por la escalera de bomberos. Desaparece por la misma plataforma para dar comienzo al interludio "Puke" mientras se baja el telón.
De nuevo el telón se abre y muestra el vagón de un metro en el que aparece Gaga vestida con un hábito de monja casi transparente y empieza a interpretar «LoveGame» con el "Disco Stick" en sus manos. Camina por la pasarela donde al terminar la canción empieza un remix de la misma, y al finalizar interactúa con diversas personas del público. Después de esto, empieza a interpretar «Boys Boys Boys»; a mitad de la canción,

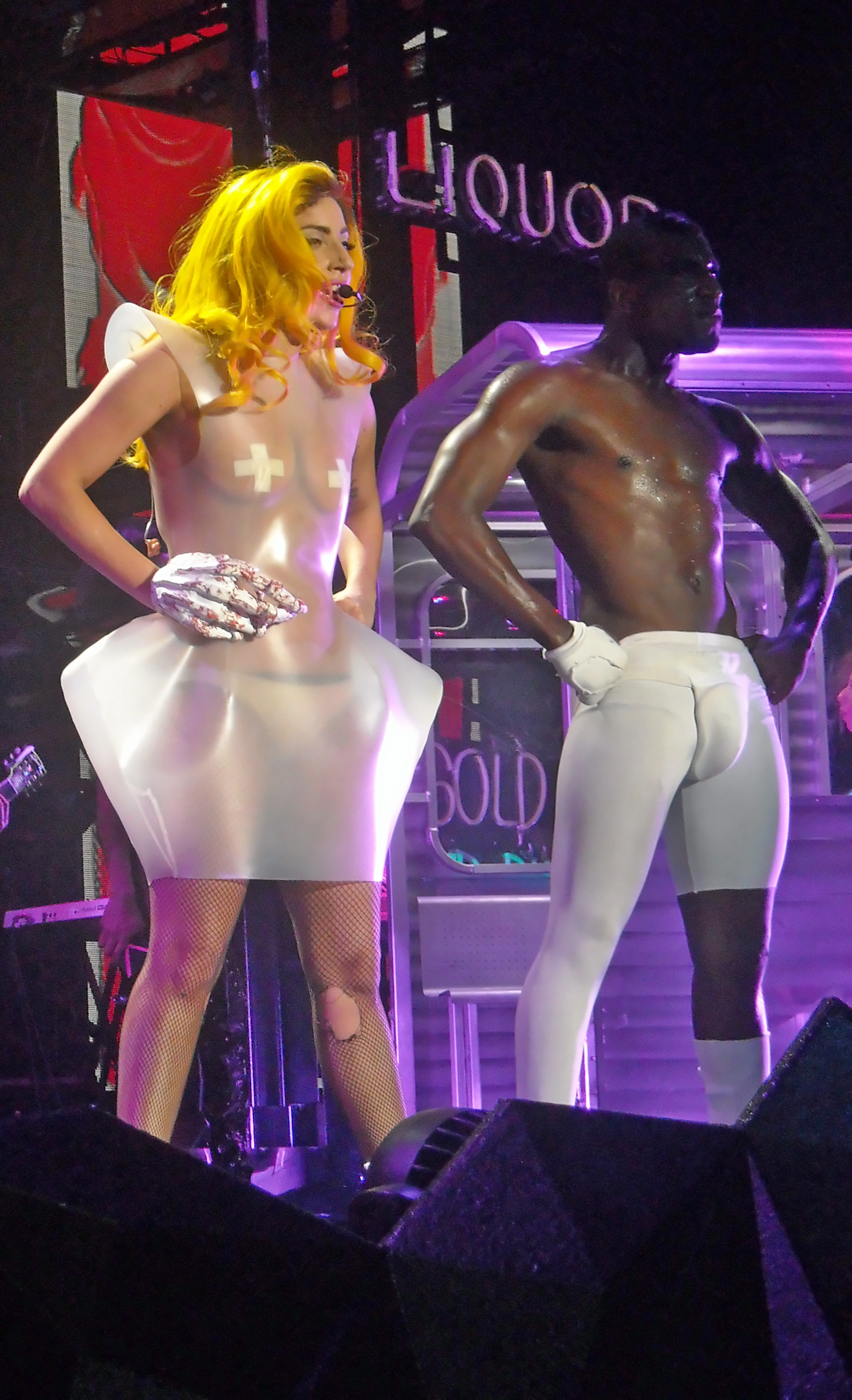
Gaga interpretando "Boys Boys Boys" con sus bailarines en los conciertos renovados

Gaga desaparece y sus bailarines hacen una coreografía en el final de la pasarela. Después, ella aparece por la misma plataforma la que ahora se eleva del nivel del suelo, solamente que con otro keytar y con un vestido negro y unas gafas negras, para interpretar «Money Honey» en lo alto de la plataforma. La plataforma desciende y camina hacia la pasarela y se arranca el vestido y empieza a interpretar «Telephone» con un grupo de bailarines, vestida con un sostén negro. Gaga desaparece y vuelve aparecer en una plataforma con un piano ardiendo. Se sienta con un gorro militar a interpretar «Speechless» y después «Yoü and I». Seguidamente, camina hacia la pasarela con dos bailarinas junto a una arpista que toca una melodía, las otras dos llevan un mismo vestido blanco en las manos, mientras ella narra una historia.
Después unas pantallas circulares bajan y rodean a Gaga, para dar paso al interludio "Twister". Las pantallas se elevan y Gaga aparece vestida con el vestido blanco, e interpreta «So Happy I Could Die». Al intervalo de la canción, el vestido cobra vida y se mueve por sí solo, mientras ella es elevada en una plataforma circular cuando del vestido se extienden unas alas. La plataforma baja y Gaga camina por la pasarela y desaparece de nuevo para dar paso al interludio «Put Your Paws Up».
En el siguiente acto, comienza a interpretar «Monster» vestida con un abrigo sobrecargado negro en base de plumas; a la mitad de la canción, los bailarines la encubren para que se quite el abrigo, después ella salta de una plataforma simulando tener sangre en los brazos y en el abdomen. La siguiente canción interpretada es «Teeth», que además baila en la pasarela del escenario. Comienza a interpretar «Alejandro», en donde se muestra una fuente en el fondo del escenario, la coreografía en similar a la del video musical; finaliza la canción para dar paso al interludio "The Manifesto Of Little Monsters".

Gaga interpretando «Born This Way» en los conciertos del 2011.

Después, Gaga aparece vestida de leopardo para interpretar «Poker Face»; la canción termina con un remix de la misma. Después del interludio "Apocalypsis", el escenario permanece oscuro, y de pronto Gaga aparece con un vestido verde con pequeñas estructuras triangulares en la cintura y en un hombro, le acompaña un bailarín y una de sus coristas, quienes huyen del lugar dejando sola a la cantante. Cuando ella está en la pasarela se da cuenta de que en el fondo aparece un monstruo llamado The Fame Monster, tras su aparición, comienza a cantar «Paparazzi» y le pide al público que la ayuden a matar al monstruo, ella se acerca a él y este le quita parte de su vestuario; en el puente de la canción Gaga baja del escenario y al comienzo del estribillo ella aparece con ropa interior metálica, la cual puede lanzar chispas; cuando termina la canción el monstruo desaparece y ella se despide del público antes del cierre del concierto.
En el cierre, Gaga aparece dentro de "La Órbita" mientras canta el primer coro de «Bad Romance» con un vestido de metal plateado con unas gafas, después "La Órbita" se deja de mover y la cantante se para en el centro del escenario para realizar la coreografía del video musical, dando paso así al final del concierto. En los conciertos realizados en el 2011, Gaga interpreta «Born This Way» después de «Bad Romance», ella y todos sus bailarines tienen vestidos hechos de látex bailando en todo el escenario; cuando termina la canción Gaga abraza a todos sus bailarines finalizando así el concierto. En los últimos tres conciertos de la gira, los cuales fueron realizados en México, interpretó además de "Born This Way", "Judas", siendo México el único país en presenciar dicha actuación en vivo, además de ser el único país de América Latina en recibir The Monster Ball Tour.

## Grabación en DVD y Blu-Ray
Lady Gaga Presents the Monster Ball Tour: At Madison Square Garden es un concierto de la gira The Monster Ball Tour que fue grabado en DVD y Blu-Ray el Madison Square Garden de Nueva York, el cual tuvo mucho éxito en países de América del Sur, ya que no solo se realizaron conciertos en México.

## Mangas
- Manga 1: América del Norte (34 presentaciones)
- Manga 2: Europa (11 presentaciones)
- Manga 3: Australia (15 presentaciones)
- Manga 4: Asia (4 presentaciones)
- Manga 5: Europa (18 presentaciones)
- Manga 6: América del Norte (44 presentaciones)
- Manga 7: Europa (34 presentaciones)
- Manga 8: América del Norte (44 presentaciones)

## Teloneros
- Semi Precious Weapons  (Norteamérica y Europa, 13 de marzo de 2010 - 21 de diciembre de 2010)(México 3 de mayo de 2011 - 6 de mayo de 2011)[25]
- Kid Cudi (Norteamérica, 27 de noviembre de 2009 - 26 de enero de 2010)[12]
- Jason Derülo (Norteamérica, 27 de noviembre de 2009 - 26 de enero de 2010)[12]
- Alphabeat (Europa, 18 de febrero de 2010 - 5 de marzo de 2010)[26]
- Far East Movement (Asia)[27]
- Scissor Sisters (Norteamérica, 19 de febrero de 2011 -27 de abril de 2011)[28]
- Lady Starlight  (Norteamérica 3 de mayo de 2011 - 6 de mayo de 2011)

## Lista de canciones
Las canciones interpretadas por show varían entre las 25 a 28 (contando los interludios). Los segmentos varían de igual manera, dependiendo del lugar que se visite.
| Lista Original de canciones |
| --- |
| \| Manga 1[16] \| \| -------------------------------------------------------------------------------------------------------------------------------------------------------------------------------------------------------------------------------------------------------------------------------------------------------------------------------------------------------------------------------------------------------------------------------------------------------------------------------------------------------------------------------------------------------------------------------------------------------------------------------------------------------------------------------------------------------------------------------------------------------------------------------------------------------------------------------------------------------------------------------------------------------------------------------------------------- \| \| - Acto 1 1. Intro: «Finally Opening» (contiene elementos de «Dance in the Dark» y «Bad Romance») 2. «Dance in the Dark» 3. «Just Dance» - Acto 2 1. Interludio: «Vomit» 2. «LoveGame»(contiene elementos de «LoveGame» «Chew Fu Ghettohouse Fix») 3. «Alejandro» - Acto 3 1. Interludio: «Don't Call me Gaga» 2. «Monster» 3. «So Happy I Could Die» (excepto en los shows de Detroit, Boston, Nueva York y México) 4. «Teeth» - Acto 4 1. «Speechless» 2. «Poker Face» (Versión a piano) 3. «Make Her Say» (interpretada con Kid Cudi) - Acto 5 1. Interludio: «Fashion Prequel» 2. «Fashion» (eliminada del repertorio el 10 de diciembre) 3. «The Fame» 4. «Money Honey» 5. «Beautiful, Dirty, Rich» - Acto 6 1. Interludio: «Put Your Paws Up» 2. «Boys Boys Boys» 3. «Paper Gangsta» 4. «Poker Face» - Acto 7 1. Interludio: «The Manifesto of Little Monsters» 2. «Paparazzi» - Cierre 1. «Eh, Eh (Nothing Else I Can Say)» 2. «Bad Romance» \| |
| Manga 1 |
| - Acto 1 1. Intro: «Finally Opening» (contiene elementos de «Dance in the Dark» y «Bad Romance») 2. «Dance in the Dark» 3. «Just Dance» - Acto 2 1. Interludio: «Vomit» 2. «LoveGame»(contiene elementos de «LoveGame» «Chew Fu Ghettohouse Fix») 3. «Alejandro» - Acto 3 1. Interludio: «Don't Call me Gaga» 2. «Monster» 3. «So Happy I Could Die» (excepto en los shows de Detroit, Boston, Nueva York y México) 4. «Teeth» - Acto 4 1. «Speechless» 2. «Poker Face» (Versión a piano) 3. «Make Her Say» (interpretada con Kid Cudi) - Acto 5 1. Interludio: «Fashion Prequel» 2. «Fashion» (eliminada del repertorio el 10 de diciembre) 3. «The Fame» 4. «Money Honey» 5. «Beautiful, Dirty, Rich» - Acto 6 1. Interludio: «Put Your Paws Up» 2. «Boys Boys Boys» 3. «Paper Gangsta» 4. «Poker Face» - Acto 7 1. Interludio: «The Manifesto of Little Monsters» 2. «Paparazzi» - Cierre 1. «Eh, Eh (Nothing Else I Can Say)» 2. «Bad Romance» |

| Manga 2 a 7 |
| --- |
| - Acto 1: Ciudad 1. Intro: «Finally Opening» (contiene elementos de «Dance in the Dark» y «Finally 2008») 2. «Dance in the Dark» 3. «Glitter and Grease» 4. «Just Dance» 5. «Beautiful, Dirty, Rich» 6. «Vanity» 7. «The Fame» - Acto 2: Metro 1. Interludio: «Puke» 2. «LoveGame» 3. «Boys Boys Boys» 4. «Money Honey» 5. «Telephone» Baladas de piano 1. «Speechless» 2. «Brown Eyes» (interpretada por última vez el 4 de junio de 2010) 3. «Yoü and I» (agregada al repertorio el 28 de junio de 2010 en reemplazo de «Brown Eyes») 1. Interludio: «Twister» 2. «So Happy I Could Die» - Acto 3: Bosque 1. Interludio: «Put Your Paws Up» 2. «Monster» 3. «Teeth» 4. «Alejandro» - Acto 4: Monster Ball 1. Interludio: «The Manifesto of Little Monsters» 2. «Poker Face» 3. Interludio: «Apocalypsis» 4. «Paparazzi» - Cierre 1. «Bad Romance» |

| Manga 8 |
| --- |
| - Acto 1: Ciudad 1. Intro: «Finally Opening» (contiene elementos de «Dance in the Dark» y «Finally 2008») 2. «Dance in the Dark» 3. «Glitter and Grease» 4. «Just Dance» 5. «Beautiful, Dirty, Rich» 6. «The Fame» - Acto 2: Metro 1. Interludio: «Puke» 2. «LoveGame» 3. «Boys Boys Boys» 4. «Money Honey» 5. «Telephone» Baladas de piano - 1. «Speechless» (Interpretada en algunas fechas) 2. «Born This Way» (Piano) (Interpretada en algunas fechas) 3. «Yoü and I» 4. «Americano» (solo interpretado en México) 1. Interludio: «Twister» 2. «So Happy I Could Die» - Acto 3: Bosque 1. Interludio: «Put Your Paws Up» 2. «Monster» 3. «Teeth» 4. «Alejandro» - Acto 4: Monster Ball 1. Interludio: «The Manifesto of Little Monsters» 2. «Poker Face» 3. Interludio: «Apocalypsis» 4. «Paparazzi» - Cierre 1. «Bad Romance» 2. «Born This Way» 3. «Judas» (solo interpretada en México) |

## Fechas
| América del Norte        |                  |                   |                                           |
| 27 de noviembre de 2009  | Montreal         | Canadá            | Bell Centre                               |
| 28 de noviembre de 2009  | Toronto          | Canadá            | Air Canada Centre                         |
| 29 de noviembre de 2009  | Ottawa           | Canadá            | Scotiabank Place                          |
| 1 de diciembre de 2009   | Boston           | Estados Unidos    | Wang Center                               |
| 2 de diciembre de 2009   | Boston           | Estados Unidos    | Wang Center                               |
| 3 de diciembre de 2009   | Camden           | Estados Unidos    | Susquehanna Bank Center                   |
| 9 de diciembre de 2009   | Vancouver        | Canadá            | Queen Elizabeth Theatre                   |
| 10 de diciembre de 2009  | Vancouver        | Canadá            | Queen Elizabeth Theatre                   |
| 11 de diciembre de 2009  | Vancouver        | Canadá            | Queen Elizabeth Theatre                   |
| 13 de diciembre de 2009  | San Francisco    | Estados Unidos    | Bill Graham Civic Auditorium              |
| 14 de diciembre de 2009  | San Francisco    | Estados Unidos    | Bill Graham Civic Auditorium              |
| 17 de diciembre de 2009  | Las Vegas        | Estados Unidos    | Pearl Concert Theater                     |
| 18 de diciembre de 2009  | Las Vegas        | Estados Unidos    | Pearl Concert Theater                     |
| 19 de diciembre de 2009  | San Diego        | Estados Unidos    | San Diego Sports Arena                    |
| 21 de diciembre de 2009  | Los Ángeles      | Estados Unidos    | Nokia Theatre L.A. Live                   |
| 22 de diciembre de 2009  | Los Ángeles      | Estados Unidos    | Nokia Theatre L.A. Live                   |
| 23 de diciembre de 2009  | Los Ángeles      | Estados Unidos    | Nokia Theatre L.A. Live                   |
| 27 de diciembre de 2009  | Nueva Orleans    | Estados Unidos    | Lakefront Arena                           |
| 28 de diciembre de 2009  | Atlanta          | Estados Unidos    | Fox Theatre                               |
| 29 de diciembre de 2009  | Atlanta          | Estados Unidos    | Fox Theatre                               |
| 31 de diciembre de 2009  | Miami            | Estados Unidos    | James L. Knight Center                    |
| 2 de enero de 2010       | Miami            | Estados Unidos    | James L. Knight Center                    |
| 3 de enero de 2010       | Orlando          | Estados Unidos    | UCF Arena                                 |
| 7 de enero de 2010       | San Luis         | Estados Unidos    | Fox Theatre                               |
| 8 de enero de 2010       | Rosemont         | Estados Unidos    | Rosemont Theatre                          |
| 9 de enero de 2010       | Rosemont         | Estados Unidos    | Rosemont Theatre                          |
| 10 de enero de 2010      | Rosemont         | Estados Unidos    | Rosemont Theatre                          |
| 12 de enero de 2010      | Detroit          | Estados Unidos    | Joe Louis Arena                           |
| 13 de enero de 2010      | Detroit          | Estados Unidos    | Joe Louis Arena                           |
| 20 de enero de 2010      | Nueva York       | Estados Unidos    | Radio City Music Hall                     |
| 21 de enero de 2010      | Nueva York       | Estados Unidos    | Radio City Music Hall                     |
| 23 de enero de 2010      | Nueva York       | Estados Unidos    | Radio City Music Hall                     |
| 24 de enero de 2010      | Nueva York       | Estados Unidos    | Radio City Music Hall                     |
| 26 de enero de 2010      | West Lafayette   | Estados Unidos    | Elliott Hall of Music                     |
| Europa                   |                  |                   |                                           |
| 18 de febrero de 2010    | Mánchester       | Inglaterra        | Manchester Evening News Arena             |
| 20 de febrero de 2010    | Dublín           | Irlanda           | The O2                                    |
| 21 de febrero de 2010    | Dublín           | Irlanda           | The O2                                    |
| 22 de febrero de 2010    | Belfast          | Irlanda del Norte | Odyssey Arena                             |
| 24 de febrero de 2010    | Liverpool        | Inglaterra        | Echo Arena                                |
| 26 de febrero de 2010    | Londres          | Inglaterra        | The O2                                    |
| 27 de febrero de 2010    | Londres          | Inglaterra        | The O2                                    |
| 1 de marzo de 2010       | Glasgow          | Escocia           | Scottish Exhibition and Conference Centre |
| 3 de marzo de 2010       | Cardiff          | Gales             | Cardiff International Arena               |
| 4 de marzo de 2010       | Newcastle        | Inglaterra        | Metro Radio Arena                         |
| 5 de marzo de 2010       | Birmingham       | Inglaterra        | LG Arena                                  |
| Oceanía                  |                  |                   |                                           |
| 13 de marzo de 2010      | Auckland         | Nueva Zelanda     | Vector Arena                              |
| 14 de marzo de 2010      | Auckland         | Nueva Zelanda     | Vector Arena                              |
| 17 de marzo de 2010      | Sídney           | Australia         | Sídney Entertainment Centre               |
| 18 de marzo de 2010      | Sídney           | Australia         | Sídney Entertainment Centre               |
| 20 de marzo de 2010      | Newcastle        | Australia         | Newcastle Entertainment Centre            |
| 23 de marzo de 2010      | Melbourne        | Australia         | Rod Laver Arena                           |
| 24 de marzo de 2010      | Melbourne        | Australia         | Rod Laver Arena                           |
| 26 de marzo de 2010      | Brisbane         | Australia         | Brisbane Entertainment Centre             |
| 27 de marzo de 2010      | Brisbane         | Australia         | Brisbane Entertainment Centre             |
| 29 de marzo de 2010      | Canberra         | Australia         | AIS Arena                                 |
| 1 de abril de 2010       | Perth            | Australia         | Burswood Dome                             |
| 3 de abril de 2010       | Adelaida         | Australia         | Adelaide Entertainment Centre             |
| 5 de abril de 2010       | Wollongong       | Australia         | WIN Entertainment Centre                  |
| 7 de abril de 2010       | Sídney           | Australia         | Sídney Entertainment Centre               |
| 9 de abril de 2010       | Melbourne        | Australia         | Rod Laver Arena                           |
| Asia                     |                  |                   |                                           |
| 14 de abril de 2010      | Kobe             | Japón             | Kobe World Kinen Hall                     |
| 15 de abril de 2010      | Kobe             | Japón             | Kobe World Kinen Hall                     |
| 17 de abril de 2010      | Yokohama         | Japón             | Yokohama Arena                            |
| 18 de abril de 2010      | Yokohama         | Japón             | Yokohama Arena                            |
| Europa                   |                  |                   |                                           |
| 7 de mayo de 2010        | Estocolmo        | Suecia            | Ericsson Globe                            |
| 8 de mayo de 2010        | Estocolmo        | Suecia            | Ericsson Globe                            |
| 10 de mayo de 2010       | Hamburg          | Alemania          | O2 World Hamburg                          |
| 11 de mayo de 2010       | Berlín           | Alemania          | O2 World Berlin                           |
| 15 de mayo de 2010       | Arnhem           | Países Bajos      | Gelredome XS                              |
| 17 de mayo de 2010       | Amberes          | Bélgica           | Sportpaleis                               |
| 18 de mayo de 2010       | Amberes          | Bélgica           | Sportpaleis                               |
| 21 de mayo de 2010       | París            | Francia           | Palais Omnisports de Paris-Bercy          |
| 22 de mayo de 2010       | París            | Francia           | Palais Omnisports de Paris-Bercy          |
| 24 de mayo de 2010       | Oberhausen       | Alemania          | König Pilsener Arena                      |
| 25 de mayo de 2010       | Estrasburgo      | Francia           | Zénith de Strasbourg                      |
| 27 de mayo de 2010       | Nottingham       | Inglaterra        | Trent FM Arena Nottingham                 |
| 28 de mayo de 2010       | Birmingham       | Inglaterra        | LG Arena                                  |
| 30 de mayo de 2010       | Londres          | Inglaterra        | The O2                                    |
| 31 de mayo de 2010       | Londres          | Inglaterra        | The O2                                    |
| 2 de junio de 2010       | Mánchester       | Inglaterra        | Manchester Evening News Arena             |
| 3 de junio de 2010       | Mánchester       | Inglaterra        | Manchester Evening News Arena             |
| 4 de junio de 2010       | Sheffield        | Inglaterra        | Sheffield Arena                           |
| América del Norte        |                  |                   |                                           |
| 28 de junio de 2010      | Montreal         | Canadá            | Bell Centre                               |
| 1 de julio de 2010       | Boston           | Estados Unidos    | TD Garden                                 |
| 2 de julio de 2010       | Boston           | Estados Unidos    | TD Garden                                 |
| 4 de julio de 2010       | Atlantic City    | Estados Unidos    | Boardwalk Hall                            |
| 6 de julio de 2010       | Nueva York       | Estados Unidos    | Madison Square Garden                     |
| 7 de julio de 2010       | Nueva York       | Estados Unidos    | Madison Square Garden                     |
| 9 de julio de 2010       | Nueva York       | Estados Unidos    | Madison Square Garden                     |
| 11 de julio de 2010      | Toronto          | Canadá            | Air Canada Centre                         |
| 12 de julio de 2010      | Toronto          | Canadá            | Air Canada Centre                         |
| 14 de julio de 2010      | Cleveland        | Estados Unidos    | Quicken Loans Arena                       |
| 15 de julio de 2010      | Indianápolis     | Estados Unidos    | Conseco Fieldhouse                        |
| 17 de julio de 2010      | Saint Louis      | Estados Unidos    | Scottrade Center                          |
| 20 de julio de 2010      | Oklahoma City    | Estados Unidos    | Ford Center                               |
| 22 de julio de 2010      | Dallas           | Estados Unidos    | American Airlines Center                  |
| 23 de julio de 2010      | Dallas           | Estados Unidos    | American Airlines Center                  |
| 25 de julio de 2010      | Houston          | Estados Unidos    | Toyota Center                             |
| 26 de julio de 2010      | Houston          | Estados Unidos    | Toyota Center                             |
| 28 de julio de 2010      | Denver           | Estados Unidos    | Pepsi Center                              |
| 31 de julio de 2010      | Phoenix          | Estados Unidos    | US Airways Center                         |
| 3 de agosto de 2010      | Kansas City      | Estados Unidos    | Sprint Center                             |
| 6 de agosto de 2010      | Chicago          | Estados Unidos    | Grant Park                                |
| 11 de agosto de 2010     | Los Ángeles      | Estados Unidos    | Staples Center                            |
| 12 de agosto de 2010     | Los Ángeles      | Estados Unidos    | Staples Center                            |
| 13 de agosto de 2010     | Las Vegas        | Estados Unidos    | MGM Grand Garden Arena                    |
| 16 de agosto de 2010     | San José         | Estados Unidos    | HP Pavilion at San Jose                   |
| 17 de agosto de 2010     | San José         | Estados Unidos    | HP Pavilion at San Jose                   |
| 19 de agosto de 2010     | Portland         | Estados Unidos    | Rose Garden                               |
| 21 de agosto de 2010     | Tacoma           | Estados Unidos    | Tacoma Dome                               |
| 23 de agosto de 2010     | Vancouver        | Canadá            | Rogers Arena                              |
| 24 de agosto de 2010     | Vancouver        | Canadá            | Rogers Arena                              |
| 26 de agosto de 2010     | Edmonton         | Canadá            | Rexall Place                              |
| 27 de agosto de 2010     | Edmonton         | Canadá            | Rexall Place                              |
| 30 de agosto de 2010     | Saint Paul       | Estados Unidos    | Xcel Energy Center                        |
| 31 de agosto de 2010     | Saint Paul       | Estados Unidos    | Xcel Energy Center                        |
| 2 de septiembre de 2010  | Milwaukee        | Estados Unidos    | Bradley Center                            |
| 4 de septiembre de 2010  | Auburn Hills     | Estados Unidos    | The Palace of Auburn Hills                |
| 5 de septiembre de 2010  | Pittsburgh       | Estados Unidos    | Consol Energy Center                      |
| 7 de septiembre de 2010  | Washington D. C. | Estados Unidos    | Verizon Center                            |
| 8 de septiembre de 2010  | Charlottesville  | Estados Unidos    | John Paul Jones Arena                     |
| 14 de septiembre de 2010 | Filadelfia       | Estados Unidos    | Wells Fargo Center                        |
| 15 de septiembre de 2010 | Filadelfia       | Estados Unidos    | Wells Fargo Center                        |
| 16 de septiembre de 2010 | Hartford         | Estados Unidos    | XL Center                                 |
| 18 de septiembre de 2010 | Charlotte        | Estados Unidos    | Time Warner Cable Arena                   |
| 19 de septiembre de 2010 | Raleigh          | Estados Unidos    | RBC Center                                |
| Europa                   |                  |                   |                                           |
| 13 de octubre de 2010    | Helsinki         | Finlandia         | Hartwall Areena                           |
| 14 de octubre de 2010    | Helsinki         | Finlandia         | Hartwall Areena                           |
| 16 de octubre de 2010    | Oslo             | Noruega           | Oslo Spektrum                             |
| 17 de octubre de 2010    | Oslo             | Noruega           | Oslo Spektrum                             |
| 20 de octubre de 2010    | Herning          | Dinamarca         | Jyske Bank Boxen                          |
| 26 de octubre de 2010    | Dublín           | Irlanda           | The O2                                    |
| 27 de octubre de 2010    | Dublín           | Irlanda           | The O2                                    |
| 29 de octubre de 2010    | Dublín           | Irlanda           | The O2                                    |
| 30 de octubre de 2010    | Belfast          | Irlanda del Norte | Odyssey Arena                             |
| 1 de noviembre de 2010   | Belfast          | Irlanda del Norte | Odyssey Arena                             |
| 2 de noviembre de 2010   | Belfast          | Irlanda del Norte | Odyssey Arena                             |
| 5 de noviembre de 2010   | Zagreb           | Croacia           | Arena Zagreb                              |
| 7 de noviembre de 2010   | Budapest         | Hungría           | Budapest Sports Arena                     |
| 9 de noviembre de 2010   | Turín            | Italia            | Torino Palasport Olimpico                 |
| 11 de noviembre de 2010  | Viena            | Austria           | Wiener Stadthalle                         |
| 14 de noviembre de 2010  | Zürich           | Suiza             | Hallenstadion                             |
| 15 de noviembre de 2010  | Zürich           | Suiza             | Hallenstadion                             |
| 17 de noviembre de 2010  | Praga            | República Checa   | O2 Arena                                  |
| 19 de noviembre de 2010  | Malmö            | Suecia            | Malmö Arena                               |
| 22 de noviembre de 2010  | Amberes          | Bélgica           | Sportpaleis                               |
| 23 de noviembre de 2010  | Amberes          | Bélgica           | Sportpaleis                               |
| 26 de noviembre de 2010  | Gdańsk           | Polonia           | Hala Gdańsk-Sopot                         |
| 29 de noviembre de 2010  | Róterdam         | Países Bajos      | The Ahoy                                  |
| 30 de noviembre de 2010  | Róterdam         | Países Bajos      | The Ahoy                                  |
| 2 de diciembre de 2010   | Lyon             | Francia           | Halle Tony Garnier                        |
| 4 de diciembre de 2010   | Milán            | Italia            | Mediolanum Forum                          |
| 5 de diciembre de 2010   | Milán            | Italia            | Mediolanum Forum                          |
| 7 de diciembre de 2010   | Barcelona        | España            | Palau Sant Jordi                          |
| 10 de diciembre de 2010  | Lisboa           | Portugal          | Pavilhão Atlântico                        |
| 12 de diciembre de 2010  | Madrid           | España            | Palacio de Deportes                       |
| 16 de diciembre de 2010  | Londres          | Inglaterra        | The O2                                    |
| 17 de diciembre de 2010  | Londres          | Inglaterra        | The O2                                    |
| 20 de diciembre de 2010  | París            | Francia           | Palais Omnisports de Paris-Bercy          |
| 21 de diciembre de 2010  | París            | Francia           | Palais Omnisports de Paris-Bercy          |
| América del Norte        |                  |                   |                                           |
| 19 de febrero de 2011    | Atlantic City    | Estados Unidos    | Boardwalk Hall                            |
| 21 de febrero de 2011    | Nueva York       | Estados Unidos    | Madison Square Garden                     |
| 22 de febrero de 2011    | Nueva York       | Estados Unidos    | Madison Square Garden                     |
| 24 de febrero de 2011    | Washington D. C. | Estados Unidos    | Verizon Center                            |
| 26 de febrero de 2011    | Pittsburgh       | Estados Unidos    | Consol Energy Center                      |
| 28 de febrero de 2011    | Chicago          | Estados Unidos    | United Center                             |
| 1 de marzo de 2011       | Grand Rapids     | Estados Unidos    | Van Andel Arena                           |
| 3 de marzo de 2011       | Toronto          | Canadá            | Air Canada Centre                         |
| 4 de marzo de 2011       | Buffalo          | Estados Unidos    | HSBC Arena                                |
| 6 de marzo de 2011       | Ottawa           | Canadá            | Scotiabank Place                          |
| 8 de marzo de 2011       | Boston           | Estados Unidos    | TD Garden                                 |
| 10 de marzo de 2011      | Columbus         | Estados Unidos    | Jerome Schottenstein Center               |
| 12 de marzo de 2011      | Louisville       | Estados Unidos    | KFC Yum! Center                           |
| 14 de marzo de 2011      | Dallas           | Estados Unidos    | American Airlines Center                  |
| 15 de marzo de 2011      | San Antonio      | Estados Unidos    | AT&T Center                               |
| 17 de marzo de 2011      | Omaha            | Estados Unidos    | Qwest Center                              |
| 19 de marzo de 2011      | Salt Lake City   | Estados Unidos    | EnergySolutions Arena                     |
| 22 de marzo de 2011      | Oakland          | Estados Unidos    | Oracle Arena                              |
| 23 de marzo de 2011      | Sacramento       | Estados Unidos    | ARCO Arena                                |
| 25 de marzo de 2011      | Las Vegas        | Estados Unidos    | MGM Grand Garden Arena                    |
| 26 de marzo de 2011      | Phoenix          | Estados Unidos    | US Airways Center                         |
| 28 de marzo de 2011      | Los Ángeles      | Estados Unidos    | Staples Center                            |
| 29 de marzo de 2011      | San Diego        | Estados Unidos    | Viejas Arena                              |
| 31 de marzo de 2011      | Anaheim          | Estados Unidos    | Honda Center                              |
| 4 de abril de 2011       | Tulsa            | Estados Unidos    | BOK Center                                |
| 6 de abril de 2011       | Austin           | Estados Unidos    | Frank Erwin Center                        |
| 8 de abril de 2011       | Houston          | Estados Unidos    | Toyota Center                             |
| 9 de abril de 2011       | Nueva Orleans    | Estados Unidos    | New Orleans Arena                         |
| 12 de abril de 2011      | Ft. Lauderdale   | Estados Unidos    | BankAtlantic Center                       |
| 13 de abril de 2011      | Miami            | Estados Unidos    | American Airlines Arena                   |
| 15 de abril de 2011      | Orlando          | Estados Unidos    | Amway Center                              |
| 16 de abril de 2011      | Tampa            | Estados Unidos    | St. Pete Times Forum                      |
| 18 de abril de 2011      | Atlanta          | Estados Unidos    | Gwinnett Center                           |
| 19 de abril de 2011      | Nashville        | Estados Unidos    | Bridgestone Arena                         |
| 22 de abril de 2011      | Newark           | Estados Unidos    | Prudential Center                         |
| 23 de abril de 2011      | Uniondale        | Estados Unidos    | Nassau Veterans Memorial Coliseum         |
| 25 de abril de 2011      | Montreal         | Canadá            | Bell Centre                               |
| 27 de abril de 2011      | Cleveland        | Estados Unidos    | Quicken Loans Arena                       |
| 3 de mayo de 2011        | Guadalajara      | México            | Estadio Tres de Marzo                     |
| 5 de mayo de 2011        | Ciudad de México | México            | Foro Sol                                  |
| 6 de mayo de 2011        | Ciudad de México | México            | Foro Sol                                  |

## Recaudaciones
- En esta lista solo se tiene en cuenta un porcentaje del total de los conciertos, ya que no se dieron cifras exactas en Asia, Europa y en parte de Norteamérica

| Lugar                             | Ciudad           | Entradas vendidas/disponibles | Recaudación  |
| --------------------------------- | ---------------- | ----------------------------- | ------------ |
| Bell Centre                       | Montreal         | 40,285 / 44,466 (90%)         | $10,016,362  |
| Air Canada Centre                 | Toronto          | 28,753 / 28,753 (100%)        | $2,506,582   |
| Scotiabank Place                  | Ottawa           | 21,895 / 21,895 (100%)        | $1,891,532   |
| Wang Theatre                      | Boston           | 7,056 / 7,056 (100%)          | $4,385,924   |
| Susquehanna Bank Center           | Camden           | 7,143 / 7,143 (100%)          | $4,891,295   |
| Queen Elizabeth Theatre           | Vancouver        | 8,220 / 8,220 (100%)          | $479,149     |
| Bill Graham Civic Auditorium      | San Francisco    | 17,000 / 17,000 (100%)        | $9,840,960   |
| Nokia Theatre                     | Los Ángeles      | 20,559 / 20,559 (100%)        | $944,680     |
| Fox Theatre                       | Atlanta          | 8,897 / 8,897 (100%)          | $489,849     |
| James L. Knight Center            | Miami            | 9,365 / 9,365 (100%)          | $445,933     |
| UCF Arena                         | Orlando          | 6,753 / 6,785 (99%)           | $283,886     |
| Rosemont Theatre                  | Rosemont         | 12,712 / 13,032 (97%)         | $610,177     |
| Joe Louis Arena                   | Detroit          | 16,084 / 16,648 (97%)         | $750,090     |
| Radio City Music Hall             | New York City    | 23,684 / 23,684 (100%)        | $1,360,515   |
| Edward C. Elliott Hall of Music   | West Lafayette   | 5,765 / 5,765 (100%)          | $198,893     |
| Manchester Arena                  | Mánchester       | 40,327 / 40,472 (~100%)       | $3,007,033   |
| The O2                            | Dublín           | 62,985 / 62,985 (100%)        | $1,225,970   |
| Odyssey Arena                     | Belfast          | 100,038 / 100,038 (100%)      | $426,986     |
| The O2 Arena                      | London           | 67,795 / 67,812 (99%)         | $4,618,330   |
| Vector Arena                      | Auckland         | 23,084 / 23,936 (96%)         | $1,056,840   |
| Sídney Entertainment Centre       | Sídney           | 35,460 / 35,460 (100%)        | $2,533,140   |
| Newcastle Entertainment Centre    | Newcastle        | 7,182 / 7,225 (99%)           | $527,770     |
| Rod Laver Arena                   | Melbourne        | 39,299 / 39,299 (100%)        | $2,679,010   |
| AIS Arena                         | Canberra         | 4,990 / 5,058 (99%)           | $328,569     |
| Burswood Dome                     | Perth            | 18,383 / 22,891 (80%)         | $1,746,560   |
| Adelaide Entertainment Centre     | Adelaida         | 9,186 / 9,791 (94%)           | $629,515     |
| WIN Entertainment Centre          | Wollongong       | 5,183 / 5,746 (90%)           | $349,420     |
| Brisbane Entertainment Centre     | Brisbane         | 25,222 / 25,476 (99%)         | $2,065,210   |
| O2 World Hamburg                  | Hamburg          | 7,010 / 10,500 (67%)          | $600,688     |
| Sportpaleis                       | Antwerp          | 63,759 / 63,759 (100%)        | $5,255,380   |
| Palais Omnisports de Paris-Bercy  | París            | 31,474 / 31,552 (~100%)       | $2,763,340   |
| Boardwalk Hall                    | Atlantic City    | 26,827 / 26,837 (100%)        | $3,434,715   |
| Madison Square Garden             | New York City    | 74,410 / 74,410 (100%)        | $8,295,034   |
| American Airlines Center          | Dallas           | 39,501 / 41,619 (95%)         | $4,334,491   |
| Staples Center                    | Los Ángeles      | 44,094 / 44,476 (99%)         | $5,091,571   |
| Rose Garden                       | Portland         | 13,149 / 13,149 (100%)        | $1,386,255   |
| Rexall Place                      | Edmonton         | 28,282 / 28,282 (100%)        | $2,794,870   |
| Verizon Center                    | Washington D. C. | 29,608 / 29,608 (100%)        | $3,235,156   |
| Consol Energy Center              | Pittsburgh       | 14,713 / 14,713 (100%)        | $1,554,415   |
| United Center                     | Chicago          | 15,845 / 15,845 (100%)        | $1,801,457   |
| Van Andel Arena                   | Grand Rapids     | 11,992 / 11,992 (100%)        | $1,227,096   |
| HSBC Arena                        | Buffalo          | 15,512 / 15,512 (100%)        | $1,580,602   |
| TD Garden                         | Boston           | 14,361 / 14,361 (100%)        | $1,525,663   |
| Jerome Schottenstein Center       | Columbus         | 13,229 / 13,229 (100%)        | $1,369,378   |
| KFC Yum! Center                   | Louisville       | 17,270 / 17,270 (100%)        | $1,678,962   |
| AT&T Center                       | San Antonio      | 14,257 / 14,257 (100%)        | $1,462,754   |
| Qwest Center Arena                | Omaha            | 15,313 / 15,313 (100%)        | $1,606,232   |
| EnergySolutions Arena             | Salt Lake City   | 14,385 / 14,385 (100%)        | $1,313,005   |
| Oracle Arena                      | Oakland          | 15,913 / 15,913 (100%)        | $1,563,797   |
| Power Balance Pavilion            | Sacramento       | 14,285 / 14,285 (100%)        | $1,302,951   |
| MGM Grand Garden Arena            | Las Vegas        | 14,119 / 14,119 (100%)        | $1,712,826   |
| US Airways Center                 | Phoenix          | 14,166 / 14,166 (100%)        | $1,386,115   |
| Viejas Arena                      | San Diego        | 9,655 / 9,655 (100%)          | $1,147,055   |
| Honda Center                      | Anaheim          | 13,026 / 13,026 (100%)        | $1,380,353   |
| BOK Center                        | Tulsa            | 13,710 / 13,710 (100%)        | $1,322,897   |
| Frank Erwin Center                | Austin           | 12,904 / 12,904 (100%)        | $1,295,938   |
| Toyota Center                     | Houston          | 13,412 / 13,412 (100%)        | $1,401,330   |
| New Orleans Arena                 | New Orleans      | 13,513 / 13,513 (100%)        | $1,392,998   |
| BankAtlantic Center               | Sunrise          | 13,398 / 13,398 (100%)        | $1,442,679   |
| American Airlines Arena           | Miami            | 14,695 / 14,695 (100%)        | $1,573,090   |
| Amway Center                      | Orlando          | 13,451 / 13,451 (100%)        | $1,460,286   |
| St. Pete Times Forum              | Tampa            | 15,134 / 15,134 (100%)        | $1,506,017   |
| Arena at Gwinnett Center          | Duluth           | 10,864 / 10,864 (100%)        | $1,173,392   |
| Bridgestone Arena                 | Nashville        | 14,925 / 14,925 (100%)        | $1,485,607   |
| Prudential Center                 | Newark           | 14,809 / 14,809 (100%)        | $1,500,885   |
| Nassau Veterans Memorial Coliseum | Uniondale        | 13,195 / 13,195 (100%)        | $1,393,404   |
| Quicken Loans Arena               | Cleveland        | 14,857 / 14,857 (100%)        | $1,499,897   |
| Estadio Tres de Marzo             | Guadalajara      | 29,047 / 29,047 (100%)        | $2,559,232   |
| Foro Sol                          | Ciudad de México | 111,060 / 111,060 (100%)      | $6,699,708   |
| Total                             | Total            | 1,454,824 / 1,469,682 (99%)   | $125,201,731 |

## Premios y nominaciones
La gira The Monster Ball Tour ha recibido reconocimientos por su calidad y equipo de producción. A continuación una pequeña lista de los premios y nominaciones que ha recibido la gira:
| Año  | Ceremonia de premiación  | Premio                                                                                            | Resultado |
| ---- | ------------------------ | ------------------------------------------------------------------------------------------------- | --------- |
| 2010 | Billboard Touring Awards | Tour revelación                                                                                   | Ganador   |
| 2010 | Billboard Touring Awards | Concert Marketing & Promotion Award (con Virgin Mobile)                                           | Ganador   |
| 2010 | Q Awards                 | Tour revelación                                                                                   | Nominado  |
| 2010 | Rockbjörnen Awards       | Concierto del año                                                                                 | Nominado  |
| 2011 | Emmy Awards              | Mejor dirección de variedades, música o comedia                                                   | Nominado  |
| 2011 | Emmy Awards              | Diseño de iluminación dirección de variedades, música o comedia especial                          | Nominado  |
| 2011 | Emmy Awards              | Edición de imagen excepcional de un especial (de una o varias cámaras)                            | Ganador   |
| 2011 | Emmy Awards              | Dirección técnica sobresaliente, cámara, control de vídeo para una miniserie, película o especial | Nominado  |
| 2011 | Emmy Awards              | Variedades, música o comedia                                                                      | Nominado  |
| 2012 | Pollstar Awards          | Mayor Tour del Año                                                                                | Ganador   |
| 2012 | Pollstar Awards          | Producción de Escenario más Creativo                                                              | Nominado  |